# Valkmusa
Valkmusa este o arie protejată (arie specială de conservare — SAC, sit de importanță comunitară — SCI) din Finlanda întinsă pe o suprafață de 1.710 ha, integral pe uscat.

## Localizare
Centrul sitului Valkmusa este situat la coordonatele 60°33′37″N 26°44′22″E / 60.5603°N 26.7394°E.

## Înființare
Situl Valkmusa a fost declarat sit de importanță comunitară în august 1998 pentru a proteja un număr necunoscut de specii din flora spontană și fauna sălbatică aflate în arealul zonei. Situl a fost protejat și ca arie specială de conservare în aprilie 2015.

## Biodiversitate
Situată în ecoregiunea boreală, aria protejată conține 8 habitate naturale: Turbării active, Izvoare fino-scandinave și mlaștini produse de izvoare bogate în minerale, Turbării Aapa, Pante stâncoase silicioase cu vegetație casmofită, Taiga vestică, Păduri de conifere pe eskere fluvioglaciare sau legate la acestea, Mlaștini împădurite, Păduri aluvionare cu Alnus glutinosa și Fraxinus excelsior (Alno-Padion, Alnion incanae, Salicion albae).
La baza desemnării sitului se află un număr nedeclarat de specii protejate.
Pe lângă speciile protejate, pe teritoriul sitului au mai fost identificate 4 specii de păsări, 4 specii de nevertebrate.